# Campeonato NORCECA de Voleibol Femenino Sub-18 de 2014
La IX edición del Campeonato NORCECA de Voleibol Femenino Sub-18 de 2014 se llevó a cabo en Costa Rica del 24 al 29 de junio. Los equipos nacionales compitieron por cuatro cupos para el Campeonato Mundial de Voleibol Femenino Sub-18 de 2015 a realizarse en Perú.

## Grupos
| Grupo A           | Grupo B        | Grupo C              |
| ----------------- | -------------- | -------------------- |
| Costa Rica        | Estados Unidos | República Dominicana |
| Guatemala         | México         | Puerto Rico          |
| Trinidad y Tobago | Honduras       | Santa Lucía          |

## Primera fase

### Clasificación
|     |                   |     | Partidos | Partidos | Partidos | Sets | Sets | Sets  | Puntos | Puntos | Puntos |
| Pos | Equipo            | Pts | PJ       | PG       | PP       | SG   | SP   | Ratio | PG     | PP     | Ratio  |
| --- | ----------------- | --- | -------- | -------- | -------- | ---- | ---- | ----- | ------ | ------ | ------ |
| 1   | Costa Rica        | 9   | 2        | 2        | 0        | 6    | 1    | 6.000 | 170    | 130    | 1.308  |
| 2   | Guatemala         | 6   | 2        | 1        | 1        | 4    | 3    | 1.333 | 155    | 153    | 1.013  |
| 3   | Trinidad y Tobago | 0   | 2        | 0        | 2        | 0    | 6    | 0.000 | 108    | 150    | 0.720  |

### Partidos
| Fecha    | Hora  | Partido           | Partido   | Partido           | Set   | Set   | Set   | Set   | Set | Puntuación total | Reporte |
| Fecha    | Hora  |                   | Resultado |                   | 1     | 2     | 3     | 4     | 5   | Puntuación total | Reporte |
| -------- | ----- | ----------------- | --------- | ----------------- | ----- | ----- | ----- | ----- | --- | ---------------- | ------- |
| 24-06-14 | 20:00 | Trinidad y Tobago | 0-3       | Costa Rica        | 21-25 | 15-25 | 14-25 |       |     | 50-75            | P2P3    |
| 25-06-14 | 18:00 | Guatemala         | 3-0       | Trinidad y Tobago | 25-19 | 25-19 | 25-20 |       |     | 75-58            | P2P3    |
| 26-06-14 | 20:00 | Costa Rica        | 3-1       | Guatemala         | 25-19 | 25-23 | 20-25 | 25-13 |     | 95-80            | P2P3    |

### Clasificación
|     |                |     | Partidos | Partidos | Partidos | Sets | Sets | Sets  | Puntos | Puntos | Puntos |
| Pos | Equipo         | Pts | PJ       | PG       | PP       | SG   | SP   | Ratio | PG     | PP     | Ratio  |
| --- | -------------- | --- | -------- | -------- | -------- | ---- | ---- | ----- | ------ | ------ | ------ |
| 1   | Estados Unidos | 10  | 2        | 2        | 0        | 6    | 0    | MAX   | 150    | 81     | 1.852  |
| 2   | México         | 5   | 2        | 1        | 1        | 3    | 3    | 1.333 | 131    | 99     | 1.323  |
| 3   | Honduras       | 0   | 2        | 0        | 2        | 0    | 6    | 0.000 | 49     | 150    | 0.327  |

### Partidos
| Fecha    | Hora  | Partido        | Partido   | Partido        | Set   | Set   | Set   | Set | Set | Puntuación total | Reporte |
| Fecha    | Hora  |                | Resultado |                | 1     | 2     | 3     | 4   | 5   | Puntuación total | Reporte |
| -------- | ----- | -------------- | --------- | -------------- | ----- | ----- | ----- | --- | --- | ---------------- | ------- |
| 24-06-14 | 18:00 | Honduras       | 0-3       | Estados Unidos | 08-25 | 09-25 | 08-25 |     |     | 25-75            | P2P3    |
| 25-06-14 | 20:00 | México         | 3-0       | Honduras       | 25-09 | 25-08 | 25-07 |     |     | 75-24            | P2P3    |
| 26-06-14 | 18:00 | Estados Unidos | 3-0       | México         | 25-20 | 25-17 | 25-19 |     |     | 75-56            | P2P3    |

### Clasificación
|     |                      |     | Partidos | Partidos | Partidos | Sets | Sets | Sets  | Puntos | Puntos | Puntos |
| Pos | Equipo               | Pts | PJ       | PG       | PP       | SG   | SP   | Ratio | PG     | PP     | Ratio  |
| --- | -------------------- | --- | -------- | -------- | -------- | ---- | ---- | ----- | ------ | ------ | ------ |
| 1   | República Dominicana | 10  | 2        | 2        | 0        | 6    | 0    | MAX   | 150    | 68     | 2.206  |
| 2   | Puerto Rico          | 5   | 2        | 1        | 1        | 3    | 3    | 1.000 | 133    | 94     | 1.415  |
| 3   | Santa Lucía          | 0   | 2        | 0        | 2        | 0    | 6    | 0.000 | 29     | 150    | 0.193  |

### Partidos
| Fecha    | Hora  | Partido              | Partido   | Partido              | Set   | Set   | Set   | Set | Set | Puntuación total | Reporte |
| Fecha    | Hora  |                      | Resultado |                      | 1     | 2     | 3     | 4   | 5   | Puntuación total | Reporte |
| -------- | ----- | -------------------- | --------- | -------------------- | ----- | ----- | ----- | --- | --- | ---------------- | ------- |
| 24-06-14 | 16:00 | Puerto Rico          | 3-0       | Santa Lucía          | 25-06 | 25-08 | 25-05 |     |     | 75-19            | P2P3    |
| 25-06-14 | 16:00 | Santa Lucía          | 0-3       | República Dominicana | 04-25 | 02-25 | 04-25 |     |     | 10-75            | P2P3    |
| 26-06-14 | 16:00 | República Dominicana | 3-0       | Puerto Rico          | 25-21 | 25-19 | 25-18 |     |     | 75-58            | P2P3    |

## Fase final

### Final 1º y 3º puesto
|  | Cuartos de final       | Cuartos de final |                        |                        | Semifinales            | Semifinales |  |  | Final                  | Final |
|  |                        |                  |                        |                        |                        |             |  |  |                        |       |
|  |                        |                  |                        |                        |                        |             |  |  |                        |       |
|  |                        |                  |                        |                        |                        |             |  |  |                        |       |
|  | Estados Unidos         |                  |                        |                        |                        |             |  |  |                        |       |
|  | 28 de junio – San José |                  |                        |                        |                        |             |  |  |                        |       |
|  | Directo a Semifinales  |                  |                        |                        |                        |             |  |  |                        |       |
|  | Estados Unidos         | 3                |                        |                        |                        |             |  |  |                        |       |
|  | Estados Unidos         | 3                | 27 de junio – San José |                        |                        |             |  |  |                        |       |
|  |                        | Puerto Rico      | 0                      |                        |                        |             |  |  |                        |       |
|  | Puerto Rico            | Puerto Rico      | 0                      | 3                      |                        |             |  |  |                        |       |
|  | Puerto Rico            |                  | 29 de junio – San José | 3                      |                        |             |  |  |                        |       |
|  | Guatemala              | 0                |                        |                        |                        |             |  |  |                        |       |
|  | Guatemala              | 0                | Estados Unidos         | 1                      |                        |             |  |  |                        |       |
|  |                        |                  | Estados Unidos         | 1                      |                        |             |  |  |                        |       |
|  |                        | Rep. Dominicana  | 3                      |                        |                        |             |  |  |                        |       |
|  | Rep. Dominicana        | Rep. Dominicana  | 3                      |                        |                        |             |  |  |                        |       |
|  | 28 de junio – San José |                  |                        |                        |                        |             |  |  |                        |       |
|  | Directo a Semifinales  |                  |                        |                        |                        |             |  |  |                        |       |
|  | Rep. Dominicana        | 3                | Tercer y cuarto puesto | Tercer y cuarto puesto |                        |             |  |  |                        |       |
|  | Rep. Dominicana        | 3                | Tercer y cuarto puesto | Tercer y cuarto puesto | 27 de junio – San José |             |  |  |                        |       |
|  |                        | México           | 0                      |                        |                        |             |  |  |                        |       |
|  | Costa Rica             | México           | 0                      | 0                      | Puerto Rico            | 1           |  |  |                        |       |
|  | Costa Rica             |                  |                        | 0                      | Puerto Rico            | 1           |  |  |                        |       |
|  | México                 | 3                |                        | México                 | 3                      |             |  |  |                        |       |
|  | México                 | 3                |                        |                        | 3                      |             |  |  |                        |       |
|  |                        |                  |                        |                        |                        |             |  |  | 29 de junio – San José |       |
|  |                        |                  |                        |                        |                        |             |  |  |                        |       |

### Clasificación 9°
| Fecha    | Hora  | Partido  | Partido   | Partido     | Set   | Set   | Set   | Set | Set | Puntuación total | Reporte |
| Fecha    | Hora  |          | Resultado |             | 1     | 2     | 3     | 4   | 5   | Puntuación total | Reporte |
| -------- | ----- | -------- | --------- | ----------- | ----- | ----- | ----- | --- | --- | ---------------- | ------- |
| 27-06-14 | 16:00 | Honduras | 3-0       | Santa Lucía | 25-13 | 25-13 | 25-22 |     |     | 75-48            | P2P3    |

### Cuartos de final
| Fecha    | Hora  | Partido     | Partido   | Partido   | Set   | Set   | Set   | Set | Set | Puntuación total | Reporte |
| Fecha    | Hora  |             | Resultado |           | 1     | 2     | 3     | 4   | 5   | Puntuación total | Reporte |
| -------- | ----- | ----------- | --------- | --------- | ----- | ----- | ----- | --- | --- | ---------------- | ------- |
| 27-06-14 | 18:00 | Puerto Rico | 3-0       | Guatemala | 25-13 | 25-19 | 25-19 |     |     | 75-51            | P2P3    |
| 27-06-14 | 20:00 | Costa Rica  | 0-3       | México    | 11-25 | 15-25 | 13-25 |     |     | 39-75            | P2P3    |

### Clasificación 7-8°
| Fecha    | Hora  | Partido           | Partido   | Partido  | Set   | Set   | Set   | Set | Set | Puntuación total | Reporte |
| Fecha    | Hora  |                   | Resultado |          | 1     | 2     | 3     | 4   | 5   | Puntuación total | Reporte |
| -------- | ----- | ----------------- | --------- | -------- | ----- | ----- | ----- | --- | --- | ---------------- | ------- |
| 28-06-14 | 16:00 | Trinidad y Tobago | 3-0       | Honduras | 25-23 | 26-24 | 25-15 |     |     | 76-62            | P2P3}}  |

### Semifinales
| Fecha    | Hora  | Partido         | Partido   | Partido     | Set   | Set   | Set   | Set | Set | Puntuación total | Reporte |
| Fecha    | Hora  |                 | Resultado |             | 1     | 2     | 3     | 4   | 5   | Puntuación total | Reporte |
| -------- | ----- | --------------- | --------- | ----------- | ----- | ----- | ----- | --- | --- | ---------------- | ------- |
| 28-06-14 | 18:00 | Estados Unidos  | 3-0       | Puerto Rico | 25-17 | 25-21 | 25-17 |     |     | 75-55            | P2P3    |
| 28-06-14 | 20:00 | Rep. Dominicana | 3-0       | México      | 25-19 | 25-21 | 25-14 |     |     | 75-54            | P2P3    |

### Clasificación 5-6°
| Fecha    | Hora  | Partido   | Partido   | Partido    | Set   | Set   | Set   | Set | Set | Puntuación total | Reporte |
| Fecha    | Hora  |           | Resultado |            | 1     | 2     | 3     | 4   | 5   | Puntuación total | Reporte |
| -------- | ----- | --------- | --------- | ---------- | ----- | ----- | ----- | --- | --- | ---------------- | ------- |
| 29-06-14 | 16:00 | Guatemala | 0-3       | Costa Rica | 18-25 | 14-25 | 18-25 |     |     | 50-75            | P2P3    |

### Clasificación 3-4°
| Fecha    | Hora  | Partido     | Partido   | Partido | Set   | Set   | Set   | Set   | Set | Puntuación total | Reporte |
| Fecha    | Hora  |             | Resultado |         | 1     | 2     | 3     | 4     | 5   | Puntuación total | Reporte |
| -------- | ----- | ----------- | --------- | ------- | ----- | ----- | ----- | ----- | --- | ---------------- | ------- |
| 29-06-14 | 18:00 | Puerto Rico | 1-3       | México  | 24-26 | 20-25 | 25-19 | 19-25 |     | 88-95            | P2P3    |

### Clasificación 1-2°
| Fecha    | Hora  | Partido        | Partido   | Partido         | Set   | Set   | Set   | Set   | Set | Puntuación total | Reporte |
| Fecha    | Hora  |                | Resultado |                 | 1     | 2     | 3     | 4     | 5   | Puntuación total | Reporte |
| -------- | ----- | -------------- | --------- | --------------- | ----- | ----- | ----- | ----- | --- | ---------------- | ------- |
| 29-06-14 | 20:00 | Estados Unidos | 1-3       | Rep. Dominicana | 14-25 | 21-25 | 25-20 | 20-25 |     | 80-95            | P2P3    |

## Clasificación final
– Clasificado al Campeonato Mundial de Voleibol Femenino Sub-18 de 2015
| Pos | Equipo               |
| --- | -------------------- |
| 1   | República Dominicana |
| 2   | Estados Unidos       |
| 3   | México               |
| 4   | Puerto Rico          |
| 5   | Costa Rica           |
| 6   | Guatemala            |
| 7   | Trinidad y Tobago    |
| 8   | Honduras             |
| 9   | Santa Lucía          |

## Equipo Estrella
| - Most Valuable Player - Natalia Martinez (DOM) - Mejor Punta - Vielka Peralta (DOM) - Alejandra Negron (PUR) - Mejor Opuesta - Massiel Matos (DOM) | - Mejor Armadora - Lauren Speckman (USA) - Mejor Central - Mariana Rodríguez (CRC) - Joseline Coronel (PUR) - Mejor Líbero - Valeria Monge (CRC) |

### Mejores Jugadoras
| - Mejor Anotadora - Alejandra Negron (PUR) - Mejor Atacante - Kathryn Plummer (USA) - Mejor Bloqueador - Mariana Rodríguez (CRC) - Mejor Sacadora - Milan Stokes (USA) | - Mejor Defensa - Valeria Monge (CRC) - Mejor Armadora - Lauren Speckman (USA) - Mejor Recepción - Alejandra Negron (PUR) |

| Predecesor: México 2012 | Campeonato NORCECA de Voleibol Femenino Sub-20 Costa Rica 2014 | Sucesor: No se ha anunciado |